# Platea bullata
Platea bullata är en järneksväxtart som beskrevs av Herman Otto Sleumer. Platea bullata ingår i släktet Platea och familjen Stemonuraceae. Inga underarter finns listade i Catalogue of Life.